# جانوس غيارماتي
جانوس غيارماتي (بالمجرية: Gyarmati János)‏ هو لاعب كرة قدم ومدرب كرة قدم مجري، ولد في 8 فبراير 1910 في Tápiószele ‏ في المجر، وتوفي في 29 أغسطس 1974 في بودابست في المجر. شارك مع منتخب المجر لكرة القدم. أما مع النوادي، فقد لعب مع نادي النجم الأحمر سانت أوين ونادي فاساس ونادي فيرينتسفاروشي.